# Сарыджаз (хребет)
Сарыджа́з (кирг. Сары-Жаз кырка тоосу, каз. Сарыжаз жотасы) — горный хребет в Центральном Тянь-Шане, на территории Кыргызстана и частично Казахстана. Расположен между рекой Сарыджаз на севере и её левым притоком рекой Иныльчек на юге.
Протяжённость хребта составляет 113 км, ширина — до 16 км. Средняя высота — 4370 м, высшая точка — пик Семёнова (5816 м). Хребет сложен метаморфическими сланцами, гранитами, мраморизованными известняками. Начиная с высоты 3000 м распространены многолетнемёрзлые породы.
На северном склоне располагаются ледники Семёнова и Мушкетова, у подошвы южного склона — Северный Иныльчек. В гребневой части также мелкие ледники. Перевал Тез служит для перегона стад овец.